# Hedvig Tegnér
Hedvig Sara Augusta Tegnér, född Munck af Rosenschöld 10 augusti 1866 i Kristianstad, död 9 april 1961 i Lund, var en svensk målare.

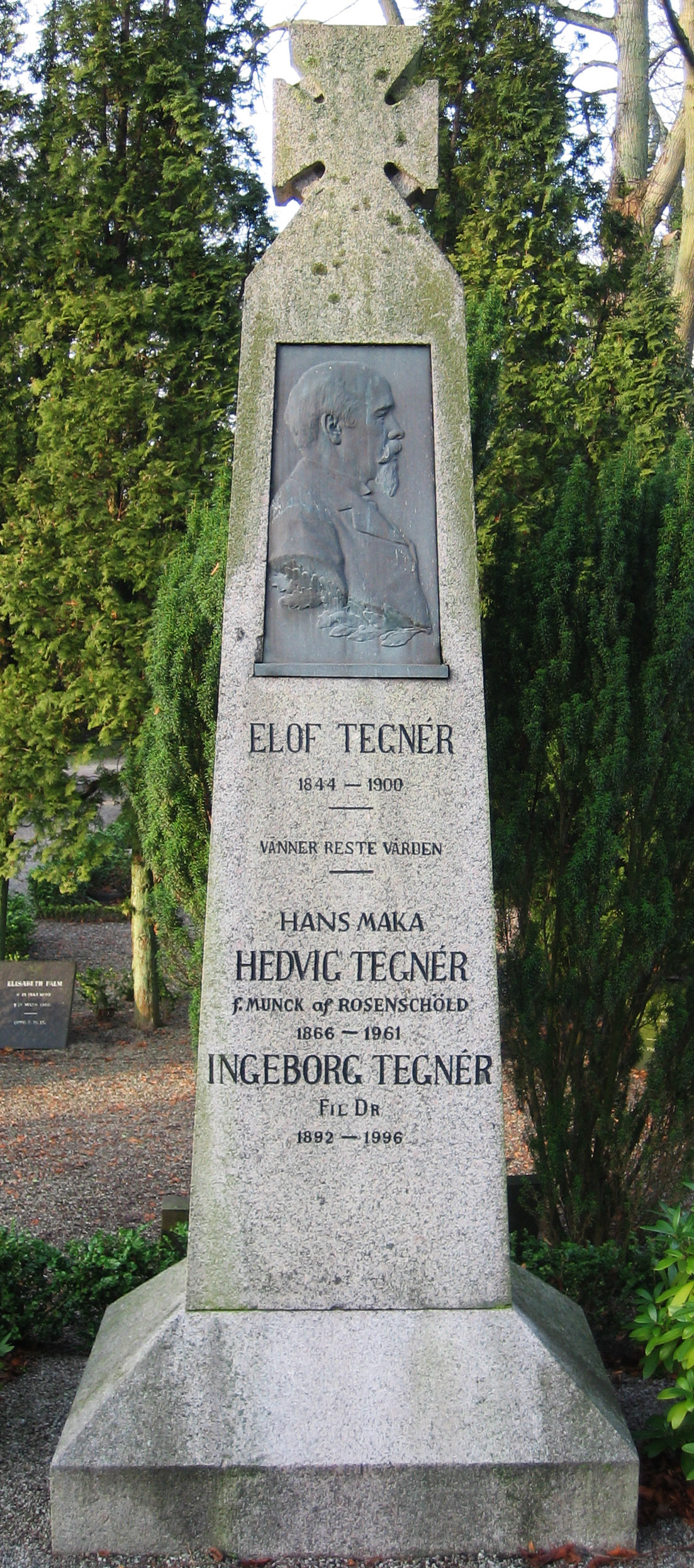
Tegnérs gravvård på Norra kyrkogården i Lund.

Hon var dotter till hovrättspresidenten Tomas Munck af Rosenschöld och Augusta Charlotta Malmborg och från 1891 gift med universitetsbibliotekarien Elof Christoffer Tegnér. Hon fick i ungdomsåren sporadisk undervisning i teckning och målning av bland annat Stoopendaal 1887–1888, men det var först i 35-årsåldern efter makens död som hon kunde förverkliga sina konstnärsdrömmar. Hon studerade porträttmåleri en kortare tid för Fredrik Krebs i Lund och akvarellmåleri för Anna Palm i Stockholm innan hon reste till Paris och studerade konst för Christian Krohg vid Académie Colarossi 1902–1903 och 1911–1912. 
Hon valdes in i Skånska konstnärslaget 1904 och medverkade i föreningens utställningar på Malmö museum 1905–1914 och på Lunds universitets konstmuseum 1908, hon var även representerad i Skånska konstnärslagets två utställningar på Konstakademien i Stockholm. Hon medverkade nästan årligen i Skånes konstförenings höstsalonger i Malmö 1914–1953 och hon medverkade i ett tiotal större samlingsutställningar bland annat Föreningen Svenska Konstnärinnors utställning på Konstakademien 1911, Skånska konstmuseum 1912, Baltiska utställningen och utställningen Lundakonstnärer på Lunds universitet. Separat ställde hon ut på Lunds universitets konstmuseum 1916, Krognoshuset i Lund 1835 och SDS-hallen i Malmö 1945. Tillsammans med Emilia Lönblad ställde hon ut i Malmö 1922. En minnesutställning med hennes konst visades på Skånska konstmuseum 1962. 
Hennes konst består av porträtt, interiörer, stadsmotiv och landskapsvyer från Bjärelandet, Dalarna, Frankrike och Italien. Bland hennes porträtt märks det som hon utförde av ärkebiskop Erling Eidem för Lunds universitetsbibliotek och porträttet av Emilia Lönblad. Tegnér är representerad vid bland annat Malmö museum och Lunds universitets konstmuseum. Makarna Tegnér är begravda på Norra kyrkogården i Lund.